# Bikihakola
Bikihakola é uma vila no distrito de Haora, no estado indiano de Bengala Ocidental.

## Demografia
Segundo o censo de 2001, Bikihakola tinha uma população de 11 901 habitantes. Os indivíduos do sexo masculino constituem 52% da população e os do sexo feminino 48%. Bikihakola tem uma taxa de literacia de 66%, superior à média nacional de 59,5%; a literacia no sexo masculino é de 72% e no sexo feminino é de 59%. 14% da população está abaixo dos 6 anos de idade.